# 福岡虐貓事件
福岡虐貓事件是2002年日本福岡縣的一名男子在網路上公開虐貓照片的事件。由於該名男子公開照片時使用了德國納粹武裝親衛隊集團領袖迪爾旺加為暱稱，所以又叫做迪爾旺加（Dirlewanger）事件，或迪爾（Dirle）事件。該消息曝光時，被媒體稱之為「網路虐貓事件」。

## 事件經過
這個事件是2002年5月6日在日本網路論壇2channel上，有位男性以「喂！你們」為題發表一連串話題為開端。

### 起源
發言者以軍官迪爾旺加為名，其人為住在福岡縣的廿六歲男子松原潤（事件曝光後返回廣島老家避風頭），在自宅浴室內以剪刀、鐵絲將貓咪Kogenta（所有血腥照片已被刪除，只看到一張貓咪被引誘吃貓罐頭時抬頭看相機鏡頭的照片）的耳朵或尾巴剪去，捆綁頸項及身體等等極度殘忍的方式虐待，拍攝照片以實況報導方式在2channel論壇上公開，除了「厭惡寵物板」外同時還在2channel的「新聞快報板」刊登，意圖引起整個論壇網友們的強烈關注。

### 各界反應
由於照片過度殘酷，引起網路一陣哗然，同為2channel的使用者進行照片的分析並交換情報，終於將虐貓男松原函送福岡縣警局。當時松原供稱「貓咪已經逃走」，然而知道事件發展的許多網友從照片觀察，判斷貓咪已不可能存活，因此不信任虐貓男，發起訴諸刑法的連署活動。同時松原的個人資料和照片也遭在網路各界被公開，到處發起堵人運動，而追究同一事件的網站也四處蜂起。
由於事件已在網路上沸沸揚揚，引來各媒體關切，電視、報紙等新聞媒體相繼報導，喚起社會更大的迴響。

### 遭受逮捕
來自知道此一事件的福岡市民的逮捕請願書不斷湧入福岡縣警局（計超過3000封），福岡縣警局方面改變態度，將照片交給獸醫鑑定，確認照片上貓咪已死亡，進而逮捕虐貓男松原。
松原在某光學儀器公司工作，虐貓事件發生時，該公司正值企業重整，松原因不堪公司裁員的不安氣氛而辭職在家。他供稱他餵食野貓，但討厭貓糞而上網發表。由於他提出的理由太差勁了，至今仍為該留言板的笑柄。
經調查後，認定松原殺害貓咪，依據動物愛護法而處以6個月徒刑，緩刑三年。因虐貓犯個人資料已被不特定多數人公開散布，等於已受社會大眾制裁等原由，判決已採取減刑處置。

### 對其他事件之影響
- 受此一事件影響，此後發生的幾次虐待動物事件也處以同樣判決。

- 研究外國虐待動物與其他殘暴事件之間的因果關係，發現虐待動物極可能是殘暴犯行的先兆。因此輿論多半宣稱：預防或檢舉虐待動物，也可避免近年經常發生的兒童虐殺事件。

- 事件發生後，網站經營者自費將網友對犧牲貓咪Kogenta的追悼文集結成冊於2004年7月出版，版稅用於從事防止虐待動物的活動。

## 外部連結
- “おい！おまえら” （页面存档备份，存于）（事件發生的出處）
- 福岡虐貓事件（事件始末全記錄網站）
- Dear.こげんた （页面存档备份，存于）（此事件中遭虐殺的貓咪們的追悼網站）